# Polesje
Polesje (belorusko Палессе, latinizirano: Paliessie, ukrajinsko Полісся, latinizirano: Polissja, Polisja, poljsko Polesie, poljska izgovorjava: [pɔˈlɛɕɛ], rusko Полесье, latinizirano: Poles'ye, ruska izgovorjava: [pɐˈlʲesʲjɪə]) je naravna in zgodovinska regija, ki se razteza med skrajnim vzhodom srednje Evrope in vzhodno Evropo na vzhodu Poljske, ob belorusko-ukrajinski regiji in v zahodni Rusiji.
Polesje, ena največjih gozdnih površin na celini, se nahaja na jugozahodnem delu Vzhodnoevropskega nižavja. Zahodno Polesijo omejejujeta dolini reke Bug na Poljskem in dolina reke Pripjat v zahodni Ukrajini. Močvirnata območja osrednjega dela regije so znana kot Pripetska močvirja ali Pinska močvirja (po največjem mestu Pinsk). Po jedrski nesreči v Černobilu so bili veliki deli regije radioaktivno onesnaženi, regija pa je zdaj vključena v Černobilsko izključitveno območje in Državni radioekološki rezervat Polesje, imenovan po regiji.